# Pour toi Flora
Pour toi Flora est une mini-série télévisée québécoise en 6 épisodes de 43 minutes, écrite et réalisée par Sonia Bonspille Boileau et produite par Jason Brennan pour Nish Média.
Il s'agit de la première série dramatique autochtone de Radio-Canada.
L'œuvre de fiction s'inspire de faits réels et aborde l'héritage douloureux des pensionnats autochtones au Québec.
Le scénario s'appuie sur des centaines de témoignages de survivants et aînés recueillis par Bonspille Boileau. Le grand-père Mohawk de la réalisatrice, ainsi que ses grands-tantes, ont été envoyés dans l'un des 139 pensionnats autochtones canadiens, comme 150 000 enfants autochtones entre 1870 et 1996.
Le tournage, retardé par la pandémie, s'amorce à l'automne 2021 et se déroule notamment à Ottawa, à Gatineau et en territoire anishinaabe avec l'appui de la communauté de Kitigan Zibi.
La série est disponible à partir du 26 mai 2022 sur l'Extra d'ICI Radio-Canada Télé en français et en langue anishinaabemowin sous-titrée en français. Elle est diffusée sur les ondes d'ICI Radio-Canada Télé à partir du 13 septembre 2022 et sur APTN à partir du 7 novembre 2022.
Pour toi Flora a remporté plusieurs prix à l'international en 2022 et 2023, notamment à Cannes, Londreset New York.
Distribué à l'International par Attraction Distribution, la mini-série est vendue en 2023 à TV5 Monde,.
La série met en vedette plusieurs acteurs autochtones, dont Dominique Pétin, Marco Collin, Samian, Sara Rankin Kistabish, Russell Flamand, Katia Rock, Eve Ringuette, Charles Buckell Robertson et Charles Bender.

## Synopsis
Un frère et une sœur d’origine Anishnabe sont arrachés de force à leurs parents par les Oblats, dans les années 60, afin qu'ils intègrent un pensionnat catholique "indien" pour y être assimilés. Ils y subiront des sévices physiques et psychologiques traumatiques. Des décennies plus tard, ils tentent de faire la paix avec leur passé douloureux,.

## Fiche technique
- Réalisation : Sonia Bonspille Boileau
- Scénario : Sonia Bonspille Boileau
- Producteur : Jason Brennan
- Direction photo : Marc Simpson-Threlford[23]
- Direction artistique : Dominique Desrochers
- Montage : Isabelle Malenfant
- Costumes : Joëlle Eugénie Morin
- Musique : Frannie Holder, Kwena Bellemare Boivin
- Société de production : Nish Média

## Distribution
- Dominique Pétin : Flora Turcotte[4]
- Marco Collin : Rémi Dumont[4]
- Sara Rankin Kistabish : Wabikoni (Flora enfant)[16]
- Russell Flamand : Kiwedin (Rémi enfant)[16]
- Samian : Jean-Charles Dumont[4]
- Virginie Fortin : Julianne Turcotte[24]
- Antoine Pilon : Antoine Turcotte[6]
- Iannicko N'Doua : Pascal[24]
- Jean L'Italien : Marcel Turcotte[8]
- Eve Ringuette : Flora jeune adulte[18]
- Charles Buckell Robertson : Rémi jeune adulte[19]
- Jonah Bacon : David enfant[4]
- Katia Rock : Odile[17]
- Charlotte Pashagumeskum : Odile enfant[4]
- André Robitaille : Père Bédard[4]
- Théodore Pellerin : Frère Thibodeau[4]
- Jean-Carl Boucher : frère Chiasson[4]
- Sophie Desmarais : Sœur Émilie[4]
- Chantal Baril : Sœur Marie-Claire[5]
- Charles Bender : Frère Brière[20]
- Jacqueline Michel : Aline[4]
- Devani Panaswe Bienkowski Decontie : Edouard[25]
- Kwena Bellemare-Boivin : Anita[26]

## Distinctions

### Prix
- 2022 : MIPCOM de Cannes - Prix Diversify TV - Representation of race and ethnicity[12]
- 2022 : C21 Content London - Drama Awards - Meilleure mini-série dramatique[1]
- 2023 : Telly Awards de New York - Best Cultural Séries[13]
- 2023 : Telly Awards de New York - Best Dramatic Television Series[13]
- 2023 : Prix Mosaïque - Union des artistes[27]
- 2023 : Gémeaux - Grand Prix de l'Académie[2]

### Nominations
- 2023 : Gémeaux - Production s'étant le plus illustrée à l'étranger[13]